# 水源社區公園 (永和)

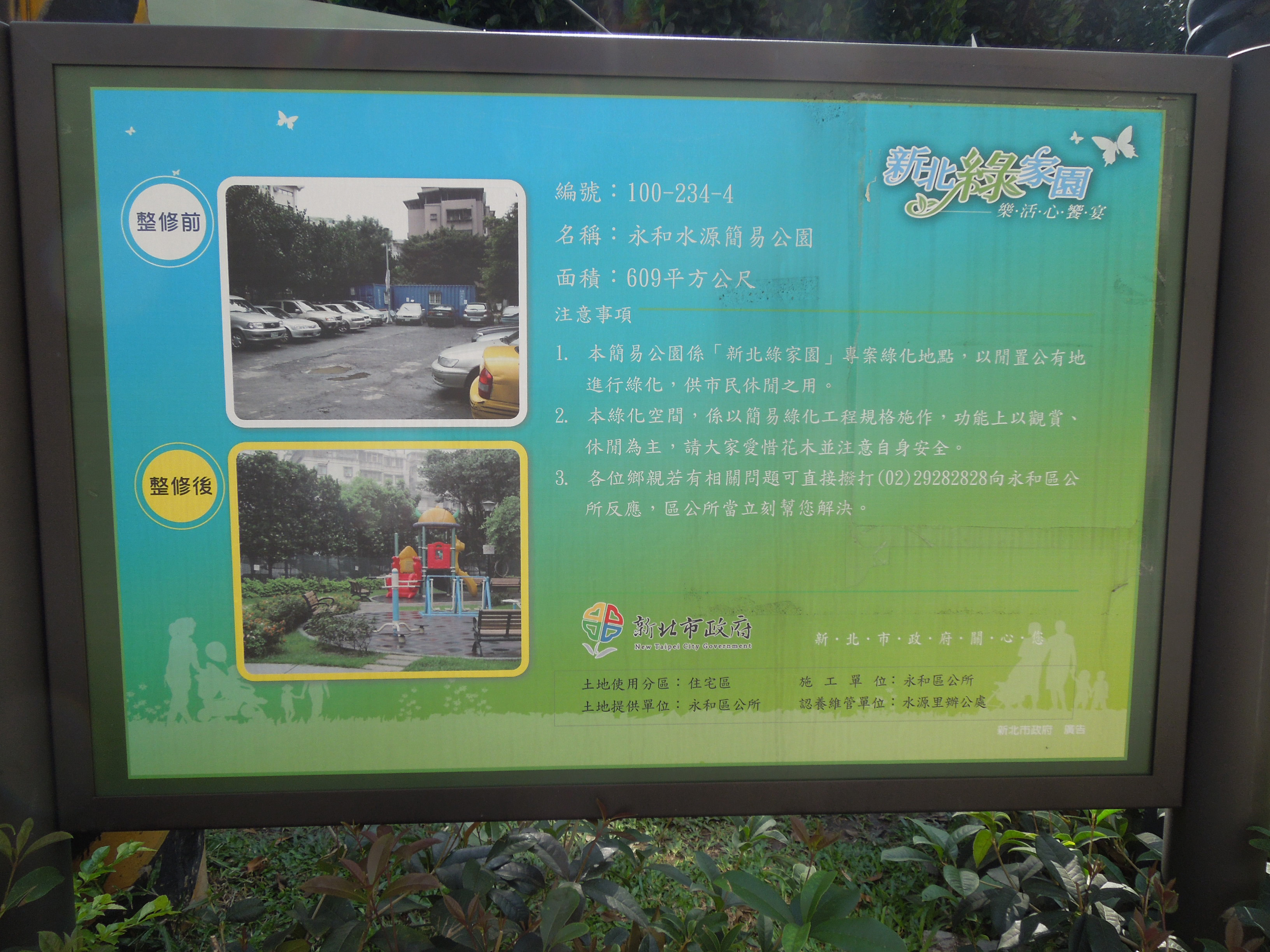
永和水源社區公園公園牌設置於保平路177巷入口

水源社區公園又名「永和水源簡易公園」，位於新北市永和區保平路177巷底，緊鄰台灣自來水公司北區工程處，面積609平方公尺，是永和區「水源社區」內包括水源、協和、安和、雙和四個里的社區鄰里公園。

## 歷史演變
水源社區公園原址做停車場使用，為公有地。鑒於永和地小人稠，嚴重缺乏公園綠地，故依「新北綠家園」專案同期與大新公園、中興公園先後改建為小公園。

## 設施
- 兒童遊戲區：翹翹板、搖搖椅、溜滑梯、盪鞦韆

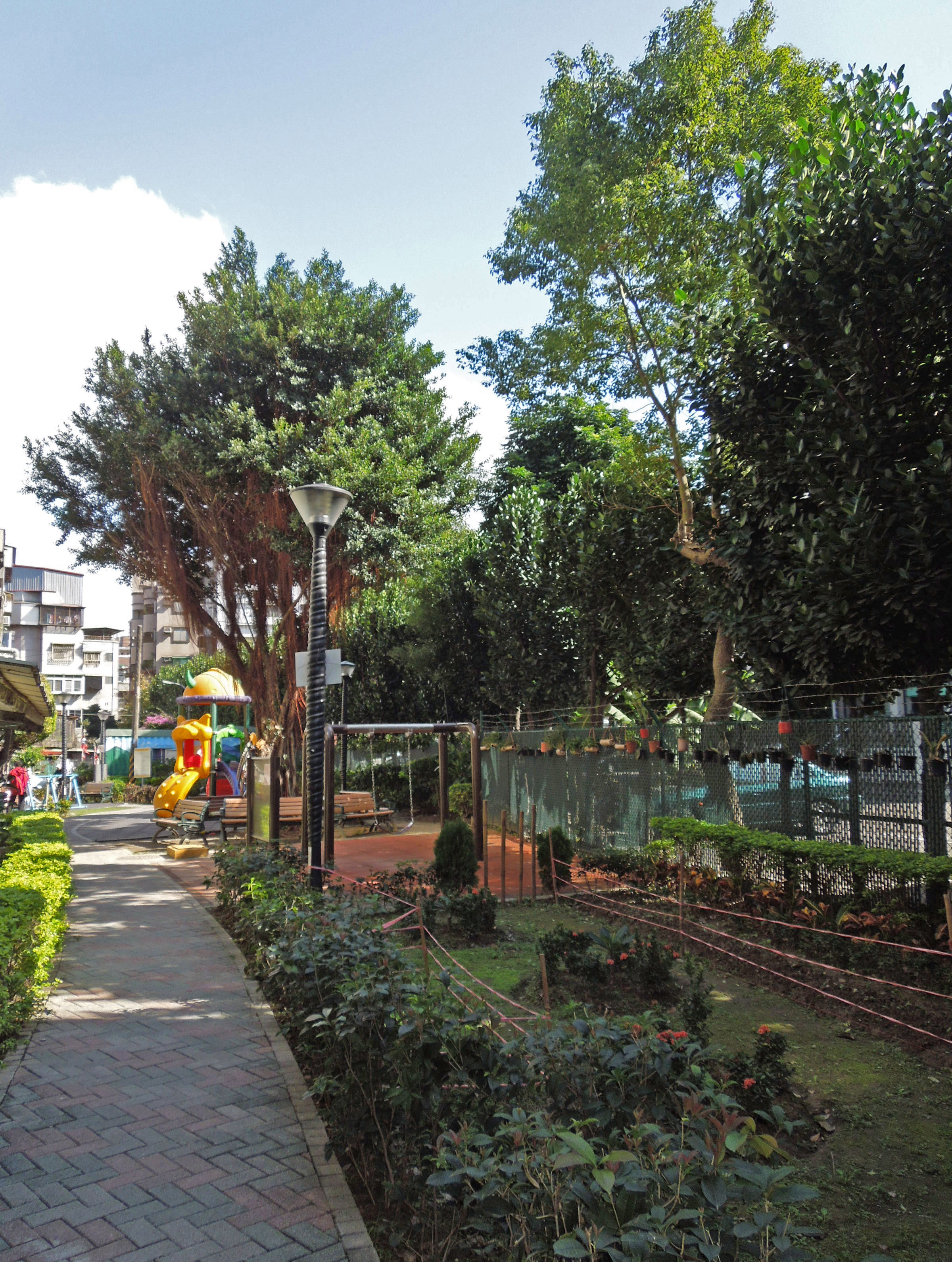
永和水源社區公園有花圃、兒童遊戲場與成人健身區

- 成人健身區：雙人健騎機、三人扭腰器、雙人漫步機
- 植栽:
  - 喬木：正榕（榕樹）、芒果、芭樂、緬梔（小苗）
  - 灌木：黃金金露華、桂花、矮仙丹、馬纓丹、朱蕉、變葉木、神秘果
  - 草坪

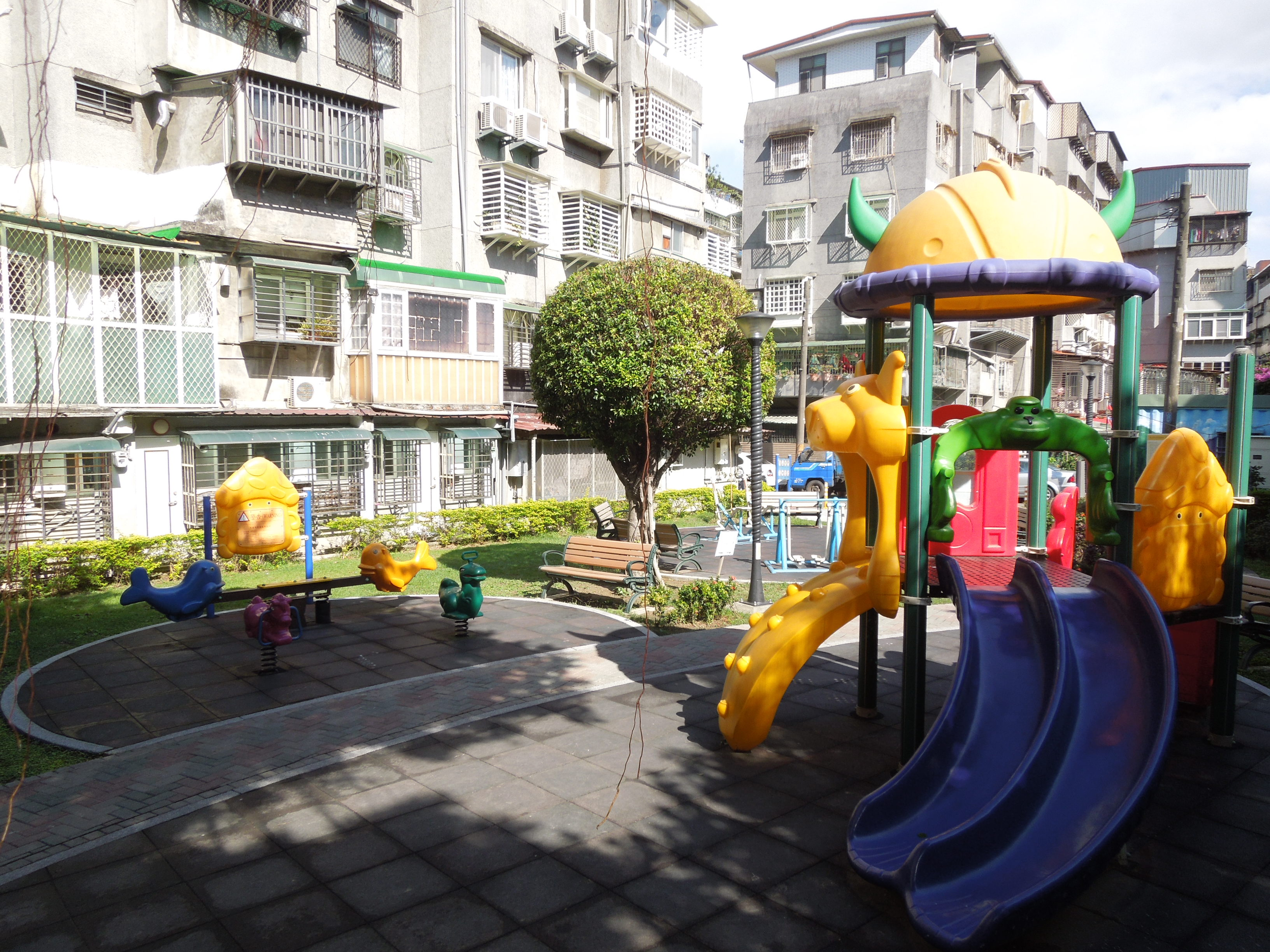
永和水源社區公園兒童遊戲場主區中間有步道穿過
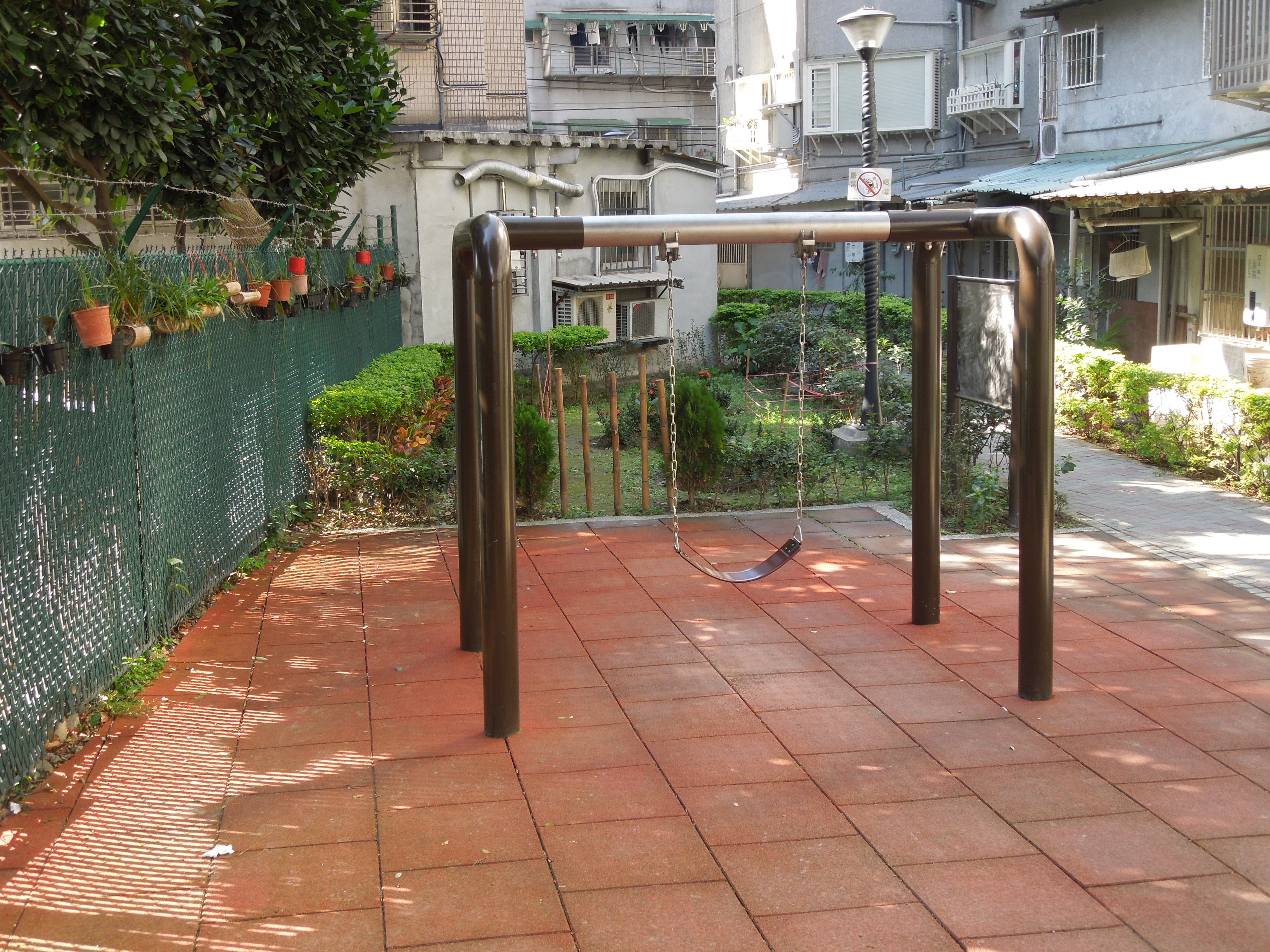
永和水源社區公園盪鞦韆與兒童遊戲場主區之間隔著一大株正榕
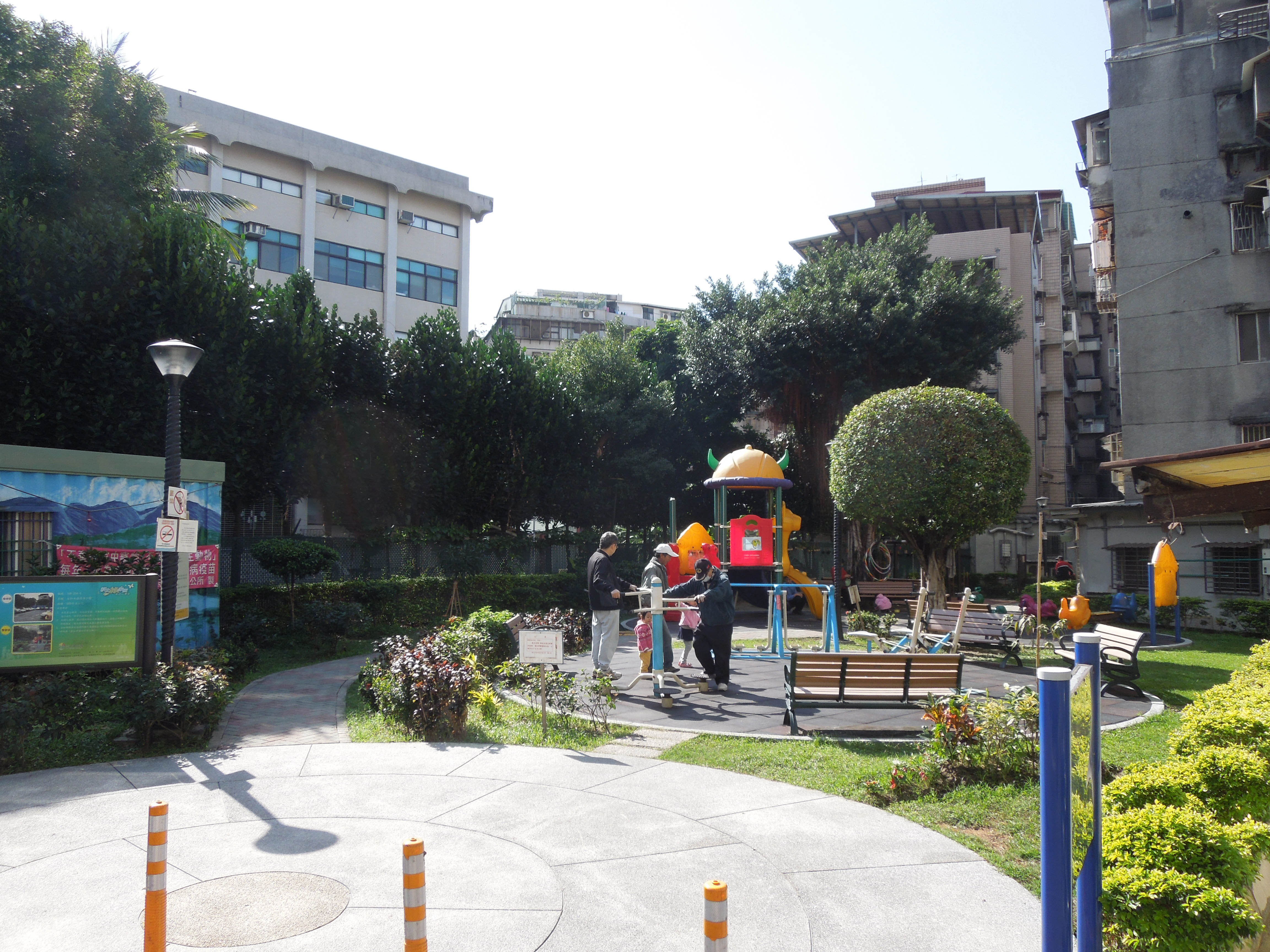
永和水源社區公園保平路177巷入口較寬廣，緊鄰水源里巡守隊崗亭
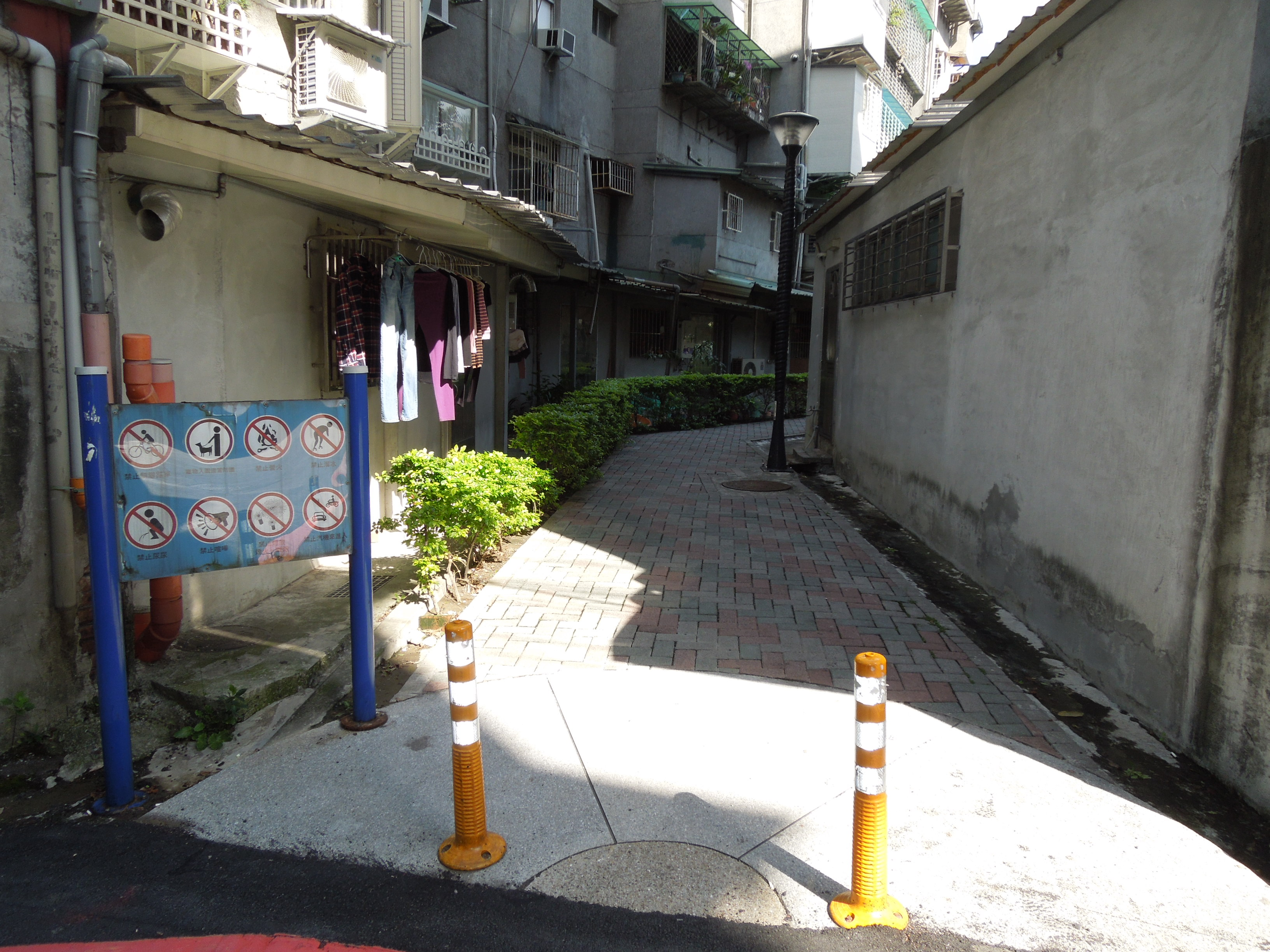
永和水源社區公園保平路203巷入口是條民宅間的步道

## 公園週遭
- 台灣自來水公司北區工程處
- 永和區水源社區發展協會暨活動中心
- 永和區水源里巡守隊崗亭